# Mekhongthelphusa menglongensis
Mekhongthelphusa menglongensis — вид прісноводних крабів родини Gecarcinucidae. Описаний у 2021 році.

## Поширення
Ендемік Китаю. Виявлений у селищі Менлун у Сішуанбаньна-Дайській автономній префектурі на півдні провінції Юньнань. Типові зразки зібрані в невеликій гравійній річці, злегка каламутній, з повільною течією, завширшки близько 5 м. Крабів збирали з середини річки.